# العقبة (جنين)
قرية صغيرة وحديثة نسبيا أنشئت على أراضٍ تابعة لقرية طوباس، وهي تتبع إداريا لمدينة جنين، منازلها معرضة للإزالة الكاملة بسبب ادعاء قوات الاحتلال الإسرائيلية أنها أقيمت على أراضٍ تعتبر عسكرية.